# Blood (videojuego)
Blood es un videojuego de terror y disparos para PC desarrollado por Monolith Productions y distribuido por GT Interactive. Lanzado el 31 de mayo de 1997, utilizó el primer motor de construcción de Ken Silverman a la característica voxels. El juego cae en la clasificación de los FPS, donde el jugador tiene a su disposición un curioso arsenal de armas, muchos enemigos, grandes cantidades de sangre y gore.
Una secuela de Blood, titulada Blood II: The Chosen, fue lanzada el 31 de octubre de 1998, Monolith Productions vendió los derechos de propiedad y de autor a GT Interactive, está empresa fue más tarde comprada por Infogrames, que ha sido renombrada a Atari.
El 9 de mayo de 2019 se lanzó un remaster del juego hecho para funcionar mejor en sistemas actuales y con varios añadidos que mejoran la experiencia de juego. El remaster hecho por Nightdive Studios recibe el nombre de Blood: Fresh Supply.

## Historia del juego
En una edad y una región renombradas por la crueldad y la violencia, Caleb era legendario. Nacido en Tejas Occidental en 1847, había sellado una reputación como pistolero sin piedad cuando contaba con 17 años de edad. Pero siete años más tarde conoció a Ophelia Price, cuya hambre por matar adquiriría un nuevo matiz amenazador.
Ella estaba más allá de los límites de la cordura cuando Caleb la encontró, sumida en la desesperación, junto a las ruinas calcinadas de la granja quemada donde su marido y niño habían fallecido justo días antes. No fue ni su belleza hecha jirones, ni su situación lo que llevó a Caleb a compelerla. Sin embargo sí lo fueron las palabras que oyó de sus balbuceos prácticamente incoherentes.
Ella se enteró de que su marido había tratado de anular su pertenencia al temido culto de Tchernobog. Como resultado, los sectarios quemaron su casa por la noche. Ophelia encolerizó, no por culpa del culto sino por su marido, quien con su cobardía provocó la muerte de su joven hijo.
Ophelia fue el medio de Caleb para entrar al Culto junto a sus propósitos oscuros. Nunca pudo haber sabido que con el tiempo llegaría a amarla, ni que en su servicio al Culto se encontraría con dos de sus compañeros entre los Elegidos, los sirvientes de élite de Tchernobog: el dios soñado, aquel que ata, el Devorador de Almas.
En el Pasillo de Epifanía, un templo que atraviesa el abismo entre los mundos, el cuarto restante Elegido está en una procesión de devotos. La presencia de Tchernobog se siente más que el peso grande y frío que atraviesa el hambre por milenios. Habla en una cacofonía de voces robadas de los muertos, convocando a los elegidos al centro del anillo de sacrificios. Permanecen delante del dios Oscuro, unidos por una sensación súbita e inexplicable de condenación.
Un llanto mudo emerge del altar de sombras, una voz ahogada que llegaba a muchos de los rincones del pasillo. Los miembros de la procesión se derriten en una ráfaga de viento etéreo, extinguidos como si se soplara una vela. Ni siquiera hay cenizas que den testimonio de que ellos una vez existieron.
El Elegido miro al otro confundido y pavoroso. Pueden sentir ya los lazos que los atan a Tchernobog. "¿Por qué? ¿En qué te te fallamos?"
Pero no hay respuesta con excepción del grito que amenaza con romper y rasgar el universo en pedazos. La oscuridad los inunda y los engulle. Sus almas abandonadas y frías bajan por el canal del abismo.
Y se queman.
Caleb despierta frío y húmedo en un cuerpo del que no sabe mucho más. Hacía mucho tiempo, como un cadáver que se negaba a descomponerse, que había sido protegido de la putrefacción por algún enlace sobrenatural con su maestro. Los músculos protestan ante el dolor y la carne le vigoriza para al fin despertar. Él le da la bienvenida y destila su odio en el furioso torbellino en el centro de su mente.
Un grito agonizante explota dentro de él rompiendo la tapa de piedra de la tumba en la cual yacía, golpeando sedimento sueltos, telas de araña, y las criaturas pequeñas que pasaban desapercibidas y que le habían acompañado alrededor de su tumba. Una sola palabra suena en la oscuridad, el eco repetido de un aullido persistente de Tchernobog: ¿por qué?

## Características
Como todo FPS, Blood le da al jugador la oportunidad de luchar contra una gran variedad de enemigos, utilizando todos los medios disponibles y una enorme cantidad de armas convencionales y mágicas. El jugador debe cobrar venganza contra la deidad a la cual sirvió, el archidemonio Tchernobog, su antiguo maestro, avanzando por los niveles de cada capítulo hasta llegar al último donde se encontrará con él para destruirlo. En Blood se pueden jugar cada uno de los capítulos por separado, aunque en el menú de selección de episodio (al igual que en Duke Nukem 3D y Shadow Warrior, otras producciones que usan el motor BUILD) están ordenados de manera que la historia siga un sentido lógico. En cambio en la segunda parte, Blood II: The Chosen, los capítulos deben ser seguidos en un orden determinado.

### Juego
Blood es similar al clásico Doom, de ID Software, en donde el jugador debe activar interruptores, resolver acertijos o encontrar llaves para pasar al siguiente nivel, muchas de ellas caerán de enemigos e incluso de las pobres víctimas "civiles" repartidas por los escenarios. Es un juego relativamente rápido, se deben sortear una series de obstáculos y derrotar hordas de enemigos que aparecen, muchos de los cuales tienen basado su diseño en criaturas descritas en novelas de los autores del círculo de Lovecraft, incluso muchos de los decorados y niveles hacen clara referencia a los mitos de Cthulhu. También se hacen guíños a películas como El resplandor, Pesadilla en Elm Street, El fugitivo o Viernes 13 desde un punto de vista humorístico (acompañado de los geniales comentarios de Caleb, el protagonista del juego).
Especial mención a los enemigos que deberá afrontar Caleb al final de cada episodio, tras lo cual se pueden ver secuencias animadas (en formato SMK sin audio, el cual viene en formato WAV) muy básicas y rudimentarias (innovadoras e impactantes por otro lado en 1997 donde los FPS tenían casi todos sus elementos elaborados con sprites 2D y "transparencias" o "alphas", hasta el lanzamiento en el mismo año de Quake y Unreal, totalmente en 3D).
Un elemento realmente innovador de Blood es la inclusión de modelado por Voxels para las armas y algunos ítems del juego. Esta técnica se usó en la serie Delta Force hasta su tercera edición para la elaboración de los entornos (exceptuando edificios y vehículos), la cual dota de la "tercera dimensión" a esos elementos. El aspecto de un elemento construido con voxels es el de una construcción hecha con piezas de LEGO.
Este juego también incluye un "segundo modo de disparo", hasta ahora nunca visto (si exceptuamos a Unreal, editado el mismo año por Epic). Así, el jugador puede alternar entre el disparo principal y el secundario, el cual hará más daño, siendo útil para eliminar algunos enemigos que, de otro modo, acabarían fácilmente con el jugador (como es el caso de los zombis armados con hachas, las "furias", los cultistas o los "profundos"). En otros casos el disparo secundario servirá para tender trampas a los enemigos, como es el caso de las cargas explosivas, y en otros serán la única forma de acabar con los enemigos de final de fase, los cuales reaparecerán en los episodios más avanzados si se juegan (o no) de forma ordenada, como es el caso de la stone gargoyle, que puede ser eliminada usando dos o tres veces el disparo secundario del arma "muñeco voodoo".

### Enemigos
Murciélagos: Los murciélagos tienen a revolotear a tu alrededor, intentando penosamente atacarte. Un enemigo débil que es un gran incordio. Aparece entre la oscuridad o de la nada y molesta en combates donde hay enemigos más peligrosos. Atacan con mordeduras.
Ratas: No son enemigos temibles, aunque sí muy molestos. Son relativamente veloces y les gusta atacar en grupos. También atacan con mordeduras.
Arañas: Las arañas son enemigas peligrosas. Las rojas inyectan un veneno que produce un mareo. La verde, más grande, puede cegar totalmente por un tiempo corto. El veneno es acumulativo, tanto que cuanto más veces muerden más graves son los efectos.
Pirañas: Aunque sean enemigas pequeñas, las pirañas se lanzarán a ti y atacarán con ferocidad. Normalmente las encontrarás en grupos pequeños.
Manos: Los cadáveres que los subordinados de Tchernobog utilizan para hacer los zombis no suelen estar en perfectas condiciones. A veces solamente un miembro se puede modificar. Generalmente, los cirujanos del Cabal pueden formar de varios pedazos de carne un soldado útil de los no muertos, pero si no hay más remedio algunas piezas pueden bastar para crear enemigos temibles. Si una de estas abominaciones consigue alcanzar tu cuello debes quitártela cuanto antes o te estrangulará.
Zombis: Son unos de los enemigos omnipresentes en el videojuego. Son rápidos, decididos y con ganas de clavar su hacha oxidada en tu espalda. Elimínalos antes de que consigan bloquear tu camino - si son muchos - o probarás sus láminas oxidadas.
Carniceros gordos: Más lentos pero más resistentes que sus camaradas zombis, el carnicero dará buena cuenta de los jugadores despistados. Tendrás que matarlo antes de que se convierta en una gran molestia. Protégete del escupitajo asqueroso que vomitan en ti porque es desagradable. También pueden lanzar cuchillas.
Fantasmas: Porque no solo existen vivos en el mundo de los vivos, estos fantasmas llenos de ira cosechan las almas de sus víctimas con sus guadañas. Si consigues ser hábil, podrás salir con vida y haber apaciguado a un alma malvada y atormentada. Solo son vulnerables cuando se vuelven tangibles para atacar.
Cultistas: Los soldados humanos de Tchernobog son exactos y mortales. Su arma es la escopeta y llevan togas marrones. Pueden también lanzar dinamita (según el nivel de dificultad) de vez en cuando. Éstos soldados suelen hablar en un extraño lenguaje inspirado en el latín, francés y sánscrito. Anhelan la sangre del protagonista para sus miembros.
Fanáticos: Enemigos similares a los Cultistas pero a diferencia de estos llevan túnicas negras y su arma es la ametralladora. Suelen tener una voz más grave que los Cultistas porque son veteranos y por ende más resistentes.
Acrólitos: Son idénticos a los Cultistas aunque de menor rango por ser novatos, utilizan una toga verde y sólo arrojan dinamita. Aparecen sólo en la expansión "Plasma Pak".
Zelotes: Son los Cultistas de Elite, por ende los más poderosos, y sólo aparecen en la expansión "Plasma Pak", utilizan togas azules y disparan electricidad con el Tesla Cannon.
Sacerdotes/Clérigos elegidos: Los Cultistas con togas rojas utilizan la escopeta y cuentan con el triple de vitalidad, mayor precisión de disparo y al morir se convierten en bestias similares a hombres-lobo. Únicamente aparecen en la expansión "Plasma Pak" en el último nivel.
Bestias Marinas: Si tienes que hacer frente a una bestia marina en el agua, estás en un gran apuro. Aunque sean lentos en tierra en su elemento son rápidos, viciosos y mortales. Atacaran cuerpo a cuerpo con feroces mordiscos.
Gárgolas: Tu primer encuentro con una gárgola te enseñará a vigilar los cielos. Son muy resistentes y además son tan viciosos que te perseguirán todo el rato hasta darte un zarpazo. También atacan a distancia lanzando huesos.
Perros del Infierno: Estos perros respira-cenizas son rápidos y mortales, otra de las grandes pesadillas del jugador. Si se acercan lanzarán una bocanada de fuego que tarda mucho en apagarse y es casi muerte segura.
Cheogh/ Gárgola de piedra: Cheogh gobierna los ejércitos de las gárgolas. Ha anhelado largo tiempo formar parte de la fila más alta en el ejército de Tchernobog. Sus celos hacia el Elegido nunca fueron mantenidos en secreto. Ahora, la envidia ha hervido en odio en lo más profundo de su ser y está impaciente por luchar de nuevo y expresar sus sentimientos. Pueden atacar con zarpazos o arrojando bolas de plasma por los ojos.
Shial, Madre de las Arañas/Araña Gigante: La araña-demonio Shial hace una guardia intensa bajo tierra en el helado Norte. Rodeada por una gran cantidad de huevos, ella camina a través de la oscuridad, alimentándose de esa desafortunada alma que tropieza dentro de su cavernoso laberinto, o por el contrario una de sus leales niñas le trae su deliciosa víctima. El que cae presa de sus garras solo podrá librarse del sufrimiento cuando ella lo digiera. No tiene ningún ataque propio, sólo liberará de su cuerpo arañas verdes y rojas.
Cerberus: Llamado como "El mítico Guardián de las Puertas del Infierno”, estas dos cabezas llameantes y demoníacas vigilan una oscura y ardiente madriguera, escondiéndose del mundo de los mortales. Furioso y casi invulnerable, Cerberus es el adversario más mortal. Puede lanzar bolas de fuego explosivas, llamaradas y también, para los jugadores más temerarios, puede morder en el combate cuerpo a cuerpo.
Tchernobog: Su nombre es hablado sólo en susurros, se dice que enseguida se entera, mira a su víctima y lo condena a la locura y a la muerte. Basta con acercarse a poca distancia para que comencemos a arder. También arrojará una poderosa bola de fuego que nos hará estallar en pedazos. Es el jefe final del juego.

### Violencia
La característica principal de Blood es la abundante violencia gráfica. Los enemigos pueden ser volados en pedazos, la sangre siempre sale en demasía, incluso se pueden patear los cráneos de los enemigos ya muertos o destrozar los restos de cadáveres desperdigados por todos los mapas del juego. Los enemigos gritan desesperadamente frente a algunas circunstancias, como cuando arden en llamas o cuando Caleb les dispara o ataca con la horca. Los mismos niveles también están diseñados con varios elementos del gore, con cadáveres mutilados, otros colgando desde los techos o clavados a las paredes. Todos estos elementos hacen que existan versiones censuradas de Blood.